# Aegiphila chrysantha
Aegiphila chrysantha là một loài thực vật có hoa trong họ Hoa môi. Loài này được Hayek mô tả khoa học đầu tiên năm 1909.